# Sekhmetops
Sekhmetops ist eine Gattung aus der Ordnung der Hyaenodonta, ausgestorbenen Säugetieren, die möglicherweise näher mit den Raubtieren verwandt sind. Fossilreste der Gattung umfassen vor allem Gebissreste. Sie alle stammen aus dem Fayyum im nördlichen Ägypten und datieren in das beginnende Oligozän vor rund 33,8 Millionen Jahren. Anhand der Funde kann auf einen großen Vertreter der Hyaenodonta geschlossen werden. Der Unterkiefer erreichte vergleichbare Ausmaße wie der eines größeren Bären. Neben der ausgesprochenen Größe finden sich weitere Charakteristika im Zahnbau, der Sekhmetops eine hypercarnivore Gebissstruktur verleiht. Die ersten Funde der Gattung wurden bereits zu Beginn des 20. Jahrhunderts entdeckt, aber zumeist Pterodon zugesprochen. Die wissenschaftliche Benennung der Gattung erfolgte im Jahr 2025. Es sind zwei Arten anerkannt.

## Beschreibung
Sekhmetops wurde bisher nur anhand von Kieferbruchstücken beschrieben. Die Unterkieferfunde der großen Vertreter der Gattung werden in ihren Ausmaßen mit denen eines großen Bären verglichen. Bei kleineren Angehörigen erreichte er nur gut zwei Drittel der Dimensionen. Ein stark fragmentierter Abschnitt des Rostrums verweist auf eine möglicherweise breite, an den Eckzähnen bis zu 7 cm weite Schnauze, die sich nach vorn etwas verschmälerte. Das Foramen infraorbitale lag oberhalb des dritten Prämolaren. Der Unterkiefer besaß eine massive Symphyse am vorderen Ende. Sie war hoch sowie ausgedehnt und erstreckte sich ebenfalls bis zum dritten Prämolaren, war aber verhältnismäßig kürzer als bei Pterodon. Abweichend von Pterodon verknöcherte sie höchstwahrscheinlich nicht während der ontogenetischen Entwicklung. Der horizontale Knochenkörper wurde bei den großen Formen hinter der Symphyse gut 5,5 cm hoch, am dritten Molar betrug der Wert 5,7 cm. Auf der Außenseite fand sich jeweils eine Öffnung unter dem zweiten bis vierten Prämolaren. Vom oberen Gebiss sind nur die Backenzähne überliefert, vom unteren zusätzlich noch der Eckzahn. Die Schneidezähne liegen bisher nicht vor. In der oberen Zahnreihe war in einzelnen Fällen der letzte Mahlzahn nicht ausgebildet, in der unteren hingegen der erste Vormahlzahn. Ersteres Merkmal ist auch von Pterodon bekannt. Die Prämolaren waren lang und schmal und durch einen spitz aufragenden Höcker charakterisiert. Die Molaren wiesen bei den Hyaenodonten typischerweise insgesamt drei Haupthöcker auf (Para-, Proto- und Metaconus auf den oberen sowie Para-, Proto- und Metaconid auf den unteren). Bei Sekhmetops verschmolzen auf den oberen Molaren der Para- und Metaconus jedoch fast vollständig zum Amphiconus und waren nur durch eine kleine Furche unterscheidbar. Die unteren Mahlzähne hatten wiederum das Metaconid reduziert. Dadurch ergaben sich bei Sekhmetops Hinweise auf eine hypercarnivore Gebissentwicklung, was zudem durch kräftig entwickelte Scherleisten entlang der Höckerseiten angezeigt wird, die im Vergleich zu Bastetodon an den oberen Mahlzähnen auch relativ länger waren. Entsprechend wies das Talonid der unteren Molaren, ein niedrigerer Bereich der Zahnoberfläche, bei Sekhmetops lediglich einen spitzen Nebenhöcker auf. Das Talon der oberen Molaren war wiederum schmal. Ein hypercarnivores Gebiss, bei dem die Schneidfunktion gegenüber brechenden oder durchlöchernden Eigenschaften überwiegt, ist bei heutigen Raubtieren kennzeichnend für solche, die sich zu über 70 % von Wirbeltieren ernähren. Die Größe der Zähne nahm von hinten nach vorn zu. Am Unterkiefer maß der vordere Prämolar 2,3 cm in der Länge, der letzte Molar hingegen 3,4 cm. Ähnliche Werte ergeben sich für die oberen Backenzähne bis zum zweiten Mahlzahn.

## Fossilfunde
Fossilnachweise von Sekhmetops sind bisher nur aus dem nordöstlichen Afrika bekannt. Die Typusfundstelle befindet sich mit der sehr fundreichen Lagerstätte des Fayyum im nördlichen Ägypten. Es liegen mehrere Unter- und Oberkieferfragmente der Gattung vor, die meisten Objekte wurden bereits Anfang des 20. Jahrhunderts während der intensiven Untersuchungen seitens des Londoner Natural History Museum und des New Yorker American Museum of Natural History geborgen. Sie alle stammen aus dem lokalen Fundpunkt A nördlich des Qarun-Sees. An der Fundstelle sind Sedimente des unteren Teils der Gebel-Qatrani-Formation aufgeschlossen. Die Gesteinseinheit entstand im Zeitraum des ausgehenden Oberen Eozäns und des Unteren Oligozäns. Nach paläomagnetischen Untersuchungen lassen sich innerhalb der Ablagerungen der Gebel-Qatrani-Formation mehrere Umpolungsphasen des Erdmagnetfeldes nachweisen. Sie sind der globalen Abfolge gemäß den sogenannten Chron 13 bis Chron 10 zuordbar mit absoluten Alterswerten von 35 bis 28 Millionen Jahren. Die Fundlokalität A steht hierbei innerhalb des Chron 13 und weist somit ein Alter von rund 33,8 Millionen Jahren auf.
Neben den hier genannten Funden kann möglicherweise auch ein weitgehend vollständiger Schädel zu Sekhmetops verwiesen werden. Dessen Länge beträgt 35,5 cm, die Breite an den Jochbögen 25 cm. Der zugehörige Unterkiefer misst 31,5 cm in der Länge, die jeweilige obere und untere Zahnreihe vom ersten Prämolar bis zum letzten Molar 16,6 beziehungsweise 17,2 cm. Die Zähne sind allerdings fragmentiert, so dass die Zuweisung weitgehend nur über die Größe erfolgt. Das Stück war während der Arbeiten von Richard Markgraf im Fayyum ebenfalls zu Beginn des 20. Jahrhunderts entdeckt worden, seine exakte Fundposition ist unbekannt. Die Kollektion schließt einzelne Elemente des Bewegungsapparates wie die Knochen des Unterarms und des Unterschenkels sowie Sprung- und Fersenbein mit ein. Die provisorische Zuweisung betrifft zudem einen Oberarm- und einen Oberschenkelknochen von der Fundlokalität A.

## Systematik
Sekhmetops ist eine Gattung aus der ausgestorbenen Familie der Hyainailouridae. Die Familie wird wiederum der ebenfalls erloschenen Ordnung der Hyaenodonta zugerechnet, welche ursprünglich als zur Gruppe der Creodonta gehörig betrachtet wurden. Die Creodonta erhielten aufgrund ihrer vermuteten Nahverwandtschaft mit den Raubtieren (Carnivora) die teilweise etwas irreführende Bezeichnung als „Urraubtiere“. Gemeinsam standen sie innerhalb der übergeordneten Gruppe der Ferae. Mehrere phylogenetische Studien wiesen die Creodonta aber als in sich nicht geschlossene Gruppe aus, sie wurden daher in die Hyaenodonta und die Oxyaenodonta aufgespalten. Beide Gruppen charakterisiert eine gegenüber den Raubtieren weiter nach hinten im Gebiss verlagerte Brechschere, bei den Hyaenodonten betrifft dies zumeist den zweiten Oberkiefer- und den dritten Unterkiefermolar. Die Hyaenodonten sind über einen langen Zeitraum vom Mittleren Paläozän vor rund 60 Millionen Jahren bis in das Mittlere Miozän vor etwa 9 bis 10 Millionen Jahren nachweisbar. Als typisch für die Hyainailouridae kann der zum Amphiconus vereinte Para- und Metaconus genannt werden, wobei ersterer letzteren überragt (umgekehrt bei den Hyaenodontidae). Innerhalb der Hyainailouridae gehört Sekhmetops zur Unterfamilie der Hyainailourinae. Bei diesen ist der Verschmelzungsgrad von Para- und Metaconus sehr weit fortgeschritten. Aus stammesgeschichtlicher Sicht nimmt Sekhmetops eher eine basale Position in der Entwicklung der Hyainailourinae ein.

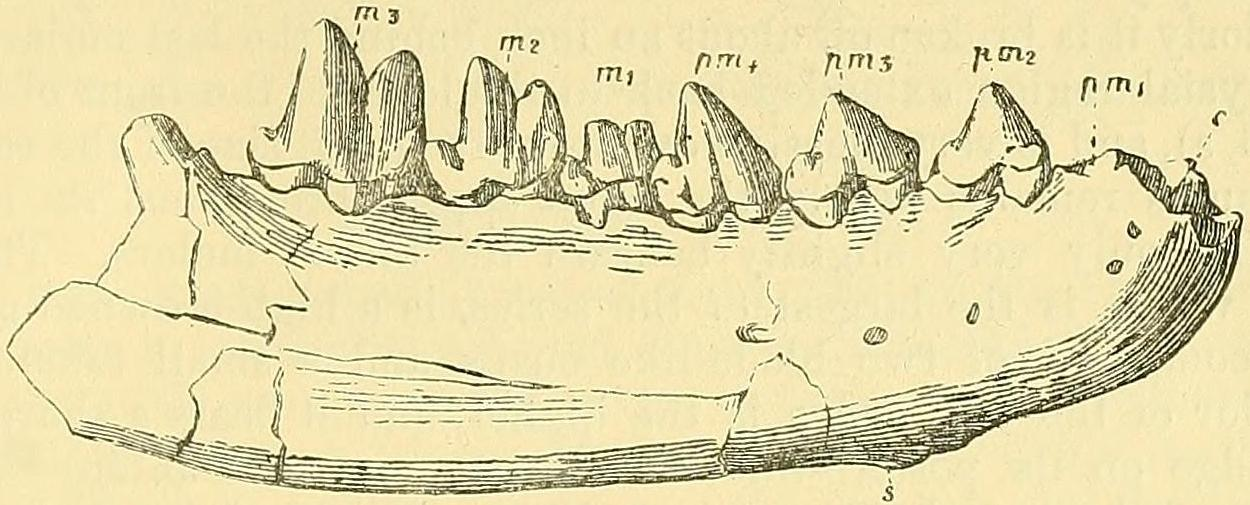
Unterkiefer von Sekhmetops, Holotyp der Art S. africanus

Der erste Fossilfund von Sekhmetops kam Anfang des 20. Jahrhunderts zu Tage. Im Jahr 1903 stellte Charles William Andrews ein Unterkieferfragment vor, das vermutlich von der Fundlokalität A nördlich des Qarun-Sees stammt (Exemplarnummer NHMUK M8503). Andrews wies den Fund der Art Pterodon africanus zu. Nur sechs Jahre später etablierte Henry Fairfield Osborn mit Pterodon phiomensis eine weitere Form, die er ebenfalls auf einen Unterkieferfund aus der Fundlokalität A begründete. In der gleichen Veröffentlichung benannte Osborn zusätzlich noch Pterodon leptognathus, für die ebenfalls ein Unterkieferrest der gleichen Fundstelle zur Verfügung stand. Im Vergleich zu den ersten beiden genannten Vertretern war letzterer von deutlich kleinerer Gestalt. Die Gattung Pterodon wurde bereits in der ersten Hälfte des 19. Jahrhunderts wissenschaftlich eingeführt, war aber nur aus dem Paläogen Eurasiens belegt. In einer Studie aus dem Jahr 1999 stellte Patricia A. Holroyd mit Pterodon syrtos eine weitere Art aus dem Fayyum in die Gattung Pterodon, die aber aus der stratigraphisch jüngeren Lokalität M stammte und von intermediärer Größe war. Grundlage hierfür bildete ein Oberkieferfragment. Gleichzeitig gliederte Holroyd Pterodon leptognathus in die von ihr neu geschaffene Gattung Akhnatenavus aus. Zahlreiche phylogenetische Studien wiesen nachfolgend Pterodon als eine polyphyletische Ansammlung verschiedener Arten aus mit variablen Verwandtschaftsverhältnissen für die afrikanischen Formen. Die Gattung wurde dadurch als Papierkorb-Taxon eingeschätzt. Die Entdeckung eines nahezu vollständigen Schädels eines Hyaenodonten an der Fundlokalität I des Fayyums veranlasste Shorouq F. Al-Ashqar und Kollegen im Jahr 2025, die afrikanischen Vertreter von Pterodon zu revalidieren. Für Holroyds Art Pterodon syrtos, der der Schädel angehört, kreierte das Forscherteam daraufhin die neue Gattung Bastetodon. Die beiden Arten Pterodon africanus und Pterodon phiomensis führten die Wissenschaftler in die gleichfalls neue Gattung Sekhmetops über, wodurch die Gattung Pterodon auf den eurasische Vertreter Pterodon dasyuroides beschränkt wurde, welcher eine verwandtschaftliche Nähe zu dem ebenfalls sehr großen und ähnlich alten Kerberos besitzt. Der Gattungsname Sekhmetops bezieht sich auf Sachmet, die altägyptische Göttin des Krieges und der Heilung, die in Löwengestalt auftritt. In Verbindung mit dem griechischen Wort ὤψ (ōps) für „Gesicht“ oder „Antlitz“ bedeutet dies übersetzt in etwa „Gesicht der löwenköpfigen Göttin“. Durch die Neubenennung der Gattung sind insgesamt zwei Arten anerkannt:
- S. africanus Andrews, 1903
- S. phiomensis Osborn, 1909

Hierbei stellt S. africanus die Nominatform und die größere Art dar. Ihr Holotypus umfasst ein rechtes Unterkieferfragment mit den erhaltenen Zähnen vom zweiten Prämolar bis zum dritten Molar (Exemplarnummer NHMUK M8503). Das Belegexemplar für S. phiomensis bildet ein linker Unterkieferfund mit der identischen erhaltenen Zahnfolge (Exemplarnummer AMNH 13253). Teilweise wurde dem heutigen S. africanus weiteres Fossilmaterial aus dem östlichen Afrika zugesprochen, so etwa ein Schädelfragment aus Napak im nordöstlichen Uganda. Diese sind heute aber Hyainailouros beigeordnet.